# Lars Otto Olsen
Lars Otto Olsen (ur. 29 czerwca 1965 w Kopenhadze) – duński kolarz torowy, brązowy medalista mistrzostw świata.

## Kariera
Pierwszy sukces w karierze Lars Otto Olsen odniósł w 1982 roku, kiedy zdobył brązowy medal w drużynowym wyścigu na dochodzenie podczas mistrzostw świata juniorów. W tej samej kategorii wiekowej wraz z kolegami zdobył rok później złoty medal. W 1988 roku Duńczycy z Olsenem w składzie zajęli ósme miejsce w tej samej konkurencji podczas igrzysk olimpijskich w Seulu. Ponadto na mistrzostwach świata w Hamar w 1993 roku razem z Janem Bo Petersenem, Jimmim Madsenem i Klausem Kynde Nielsenem zdobył drużynowo brązowy medal. Lars wielokrotnie zdobywał medale mistrzostw kraju w kolarstwie torowym.